# فرانسيس ويلر لوميس
فرانسيس ويلر لوميس (بالإنجليزية: Francis Wheeler Loomis) (و. 1889 – 1976 م) هو فيزيائي من الولايات المتحدة الأمريكية . ولد في باركرسبورغ .
توفي عن عمر يناهز 87 عاماً.

## التعليم
تعلم في جامعة هارفارد، وجامعة غوتنغن

## مناصب وهيئات
أدار جامعة إلينوي في إربانا-شامبين.

## جوائز
حصل على جوائز منها:
- زمالة غوغنهايم.

## أنظر أيضًا
- مشروع تشارلز